# Hieronymus Emser
Hieronymus Emser (Weidenstetten, 20 marzo 1477 – Basilea, 8 novembre 1527) è stato un teologo, umanista e polemista tedesco.

## Biografia
Emser studiò greco a Tubinga e giurisprudenza a Basilea. Dopo avere ricoperto per tre anni l'incarico di cappellano e segretario di Raymond Pérault, vescovo di Gurk, nel 1504 iniziò a tenere lezioni di lingue e letterature classiche all'Università di Erfurt, dove ebbe Lutero fra i suoi ascoltatori. Nello stesso anno divenne segretario del duca Giorgio di Sassonia, il quale, a differenza del cugino Federico il Saggio, fu il più tenace difensore del cattolicesimo tra i principi della Germania settentrionale.
Il duca Giorgio era deciso a ottenere la canonizzazione del vescovo Benno di Meißen, e su sua richiesta Emser viaggiò attraverso la Sassonia e la Boemia in cerca di materiale per redigere una vita di Benno, che successivamente pubblicò in tedesco e in latino. Per questo stesso scopo fece una visita infruttuosa a Roma nel 1510. Nel frattempo aveva tenuto lezioni sui classici a Lipsia, ma i suoi interessi erano sempre più rivolti alla teologia e al diritto canonico. Una prebenda a Dresda (1509) e un'altra a Meißen, ottenuta grazie all'influenza del Duca Giorgio, gli diedero i mezzi necessari per potere proseguire con agio i suoi studi.
In un primo momento Emser mostrò simpatia nei confronti delle opinioni dei riformatori, ma, come il suo protettore, desiderava una riforma morale del clero senza alcuna frattura dottrinale con il passato o con la Chiesa; così, come Erasmo e la maggior parte degli umanisti tedeschi, si allontanò da Lutero dopo il 1519. Fino a quell'anno Lutero si era riferito a lui chiamandolo "Emser noster", ma dopo la Disputa di Lipsia si consumò la frattura definitiva tra di loro.
Emser mise in guardia i suoi amici boemi contro Lutero, e Lutero replicò con un attacco a Emser che superò in scurrilità tutti i suoi scritti polemici. Emser, ulteriormente amareggiato per un attacco rivoltogli dagli studenti di Lipsia, imitò la violenza di Lutero e affermò che l'intera crociata di Lutero era stata originata dalla sua inimicizia nei confronti dei Domenicani. Per tutta risposta Lutero bruciò i libri di Emser insieme alla bolla di scomunica di Leone X.
Nel 1521, Emser pubblicò un attacco contro l'Appello alla nobiltà cristiana della nazione tedesca, e, immediatamente dopo, otto opere polemiche, nelle quali difendeva la dottrina cattolica sulla Messa e il primato papale. Su richiesta del Duca Giorgio, nel 1523 preparò una traduzione in tedesco dell'Assertio Septem Sacramentorum contra Lutherum di Enrico VIII e criticò il Nuovo Testamento di Lutero. Ingaggiò anche una violenta polemica con Zwingli e Carlostadio. Partecipò attivamente alla riorganizzazione della Chiesa cattolica in Germania dopo lo scoppio della Riforma e nel 1527 pubblicò una versione tedesca del Nuovo Testamento in risposta alla traduzione di Lutero. Questa traduzione fu molto diffusa tra i cattolici tedeschi e fu utilizzata da Johannes Eck come base per la sua traduzione del Nuovo Testamento (1537). Emser morì l'8 novembre del 1527 e fu sepolto nella Frauenkirchhof a Dresda.
Energico controversista, Emser fu, insieme a Johannes Eck, uno dei più importanti difensori della Chiesa Cattolica nel periodo immediatamente successivo alla Riforma.

## Opere

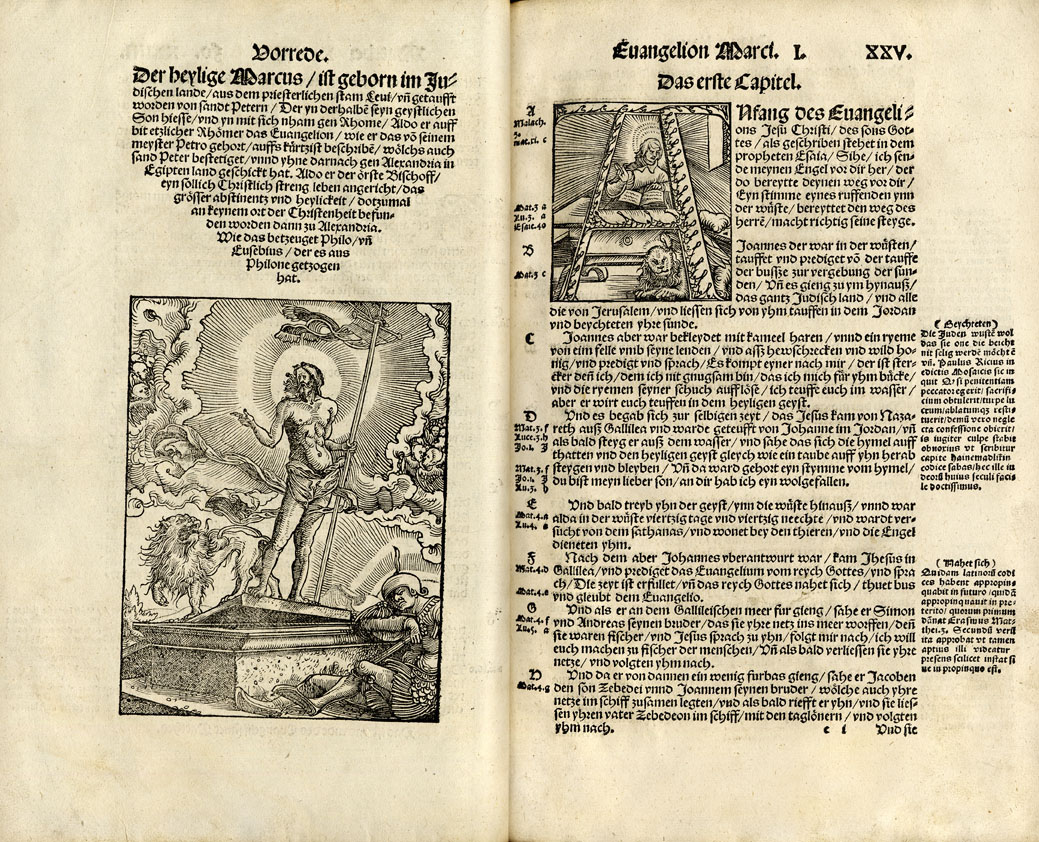
Prima pagina del Vangelo di Marco nell'edizione tedesca di Emser

- Eyn deutsche Satyra vnd straffe des Eebruchs, Leipzig: Melchior Lotter, 1505. Edizione digitalizzata del Münchener Digitalisierungszentrum
- De disputatione Lipsicensi, quantum ad Boemos obiter deflexa est, (1519) - Corpus Catholicorum, Vol. 4, Dr. Franz Xaver Thurnhofer, ed., Munster in Westfalen, 1921 -  HathiTrust.
- A Venatione Luteriana Aegocerotis Assertio, (1519) - Corpus Catholicorum, Vol. 4.
- Das gantz neü testament / Herausgegeben von Johann Dietenberger - Köln : Quentel / Tübingen : Morhart, 1532. Edizione digitalizzata della Universitäts- und Landesbibliothek Düsseldorf